# Eugen Bracht
Eugen Felix Prosper Bracht (* 3 de junio de 1842 en Morges, cantón de Vaud, Suiza; † 15 de noviembre de 1921 en Darmstadt) fue un pintor de paisajes y de historia alemán y profesor universitario.

## Vida

### La escuela y el comienzo de la vida de un artista
Eugen Bracht nació en 1842 hijo de Prosper Bracht, que era doctor en derecho y administrador, y su esposa Rosalie Franziska Zurstrassen (* 18 de noviembre de 1819 en Verviers), en Morges en el lago de Ginebra. Allí se había mudado el padre de Bracht, como defensor de las libertades civiles y la ley renana, después de huir en 1834 en relación con la acusación de participación en conexiones de traición con Prusia, en cuyo servicio estatal había trabajado anteriormente como asesor del tribunal de distrito. Eugen Bracht tuvo dos hermanas y tres hermanos. Su tío fue el comerciante y autor Viktor Bracht, que emigró a Texas con el Mainzer Adelsverein en 1845.
A la edad de ocho años, Bracht llegó a Darmstadt con su familia. Allí, su padre se convirtió en administrador de patrimonio y asesor legal de Maximiliane von Oyen, de soltera condesa von Bertrand zu Perusa-Criechingen (1786–1864), heredera del Hofmark Fürstenstein. Entre 1850 y 1859, Bracht asistió a la escuela privada Schmidt y a la escuela secundaria y de comercio superior de Darmstadt. Recibió sus primeras lecciones de dibujo de Franz Backofen. Pronto se convirtió en alumno de los pintores Friedrich Frisch, Karl Ludwig Seeger y August Lucas. En un viaje al castillo de Heidelberg con Phillip Röth, conoció a Johann Wilhelm Schirmer que a partir de 1859 llevó a Bracht a la Escuela de Arte de Karlsruhe como estudiante. Bracht pasó los meses de verano de 1860 en la Selva Negra con los pintores Emil Lugo y Hans Thoma. Se convirtió en miembro del Cuerpo Arminia, más tarde del Cuerpo Hassia de Darmstadt, en el semestre de invierno de 1858/59.
Animado y apoyado por sus maestros, Bracht viajó a Düsseldorf en el otoño de 1861 para trabajar como alumno en el estudio del paisajista noruego Hans Fredrik Gude. Como artista independiente, se convirtió en miembro de la <i id="mwNQ">asociación de artistas Malkasten</i> de Düsseldorf. Durante este periodo, Bracht fue influenciado por el paisajista Oswald Achenbach, entonces tutor de Gude en la Academia de Arte de Düsseldorf. Aunque Bracht pudo trabajar de forma independiente en el estudio de Gude, nunca estuvo completamente satisfecho con sus cuadros. Decepcionado por la situación, Bracht dejó la pintura en 1864, dejó Düsseldorf y se trasladó a Verviers en Bélgica, donde se formó como comerciante de lanas.
En 1870 estableció su propia pequeña empresa en Berlín como comerciante de lanas. El éxito duró poco, por lo que, como consecuencia de los acontecimientos políticos (guerra franco-prusiana), Bracht pronto tuvo que declararse en quiebra. En su vida privada, trabajó intensamente en la fotografía y en estudios prehistóricos.
Bracht dejó Berlín y regresó con su maestro Gude a Karlsruhe en la primavera de 1876. Aquí tuvo sus primeros éxitos con sus cuadros de dunas. Con estas imágenes, Bracht abordó principalmente los paisajes áridos de la costa del mar Báltico y el Brezal de Luneburgo. Tanto el público como los críticos de arte elogiaron la “soledad atmosférica” de estos cuadros. Armgard von Arnim, la hija de Bettina von Arnim, adquirió uno de estos cuadros.

### Experiencia en el extranjero
En 1880/1881, Bracht emprendió un largo viaje de estudios por Siria, Palestina y Egipto con Carl Cowen Schirm y el “pintor oriental y fanático de los viajes” Adolf von Meckel. De vuelta en Berlín, Bracht procesó las impresiones en un ciclo de obras con temas de Oriente. A diferencia de la pintura orientalista anterior, él objetiva la representación y prescinde de los clichés kitsch. Las dos obras más conocidas de esta serie, Anochecer en el Mar Muerto y Sinaí, fueron compradas por la Galería Nacional y el Emperador, y el público quedó cautivado por los efectos de la luz y las impresiones de viajes desde mundos lejanos. El mismo Bracht vio su obra de manera crítica y en secreto buscó nuevas formas de expresión. Aspiraba a trasladarse a París y había enviado a su esposa allí para buscar un apartamento. Anton von Werner se enteró de esos planes a través de un colega pintor que vivía en el mismo hotel y trató de evitar que el talentoso joven pintor se trasladara ofreciéndole un puesto en la Academia de Berlín.

### En la Academia de las Artes de Prusia en Berlín

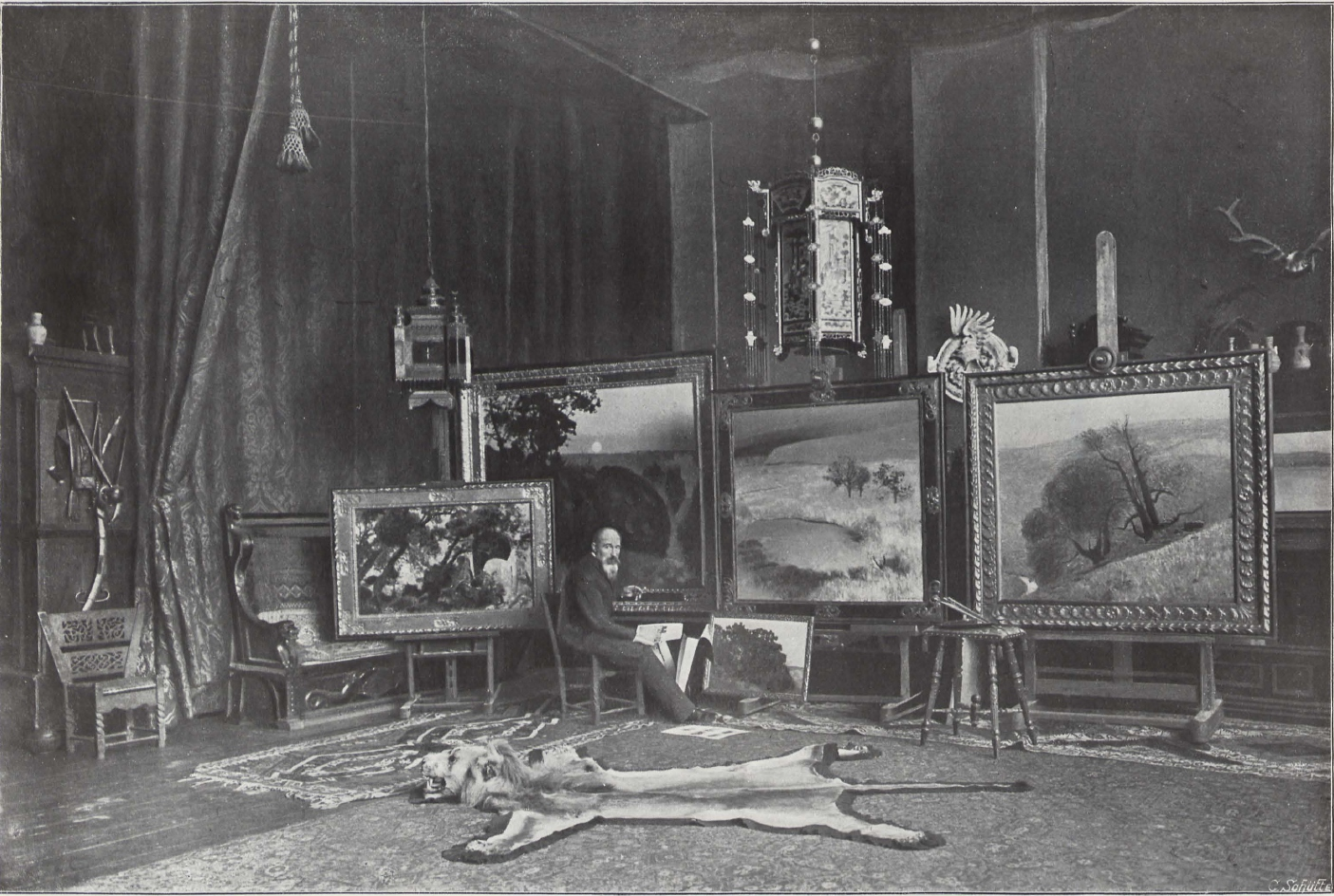
Eugen Bracht en su estudio, 1901; Foto de Herman Boll

En 1882, Bracht aceptó un puesto como profesor de pintura de paisaje en la Academia de Arte de Berlín y dos años más tarde fue ascendido a "profesor titular". Una de sus obras más importantes en estos años fue la panorámica de 1883 La batalla de Sedan, que ejecutó junto con Anton von Werner. El Panorama fue visto por un grupo de inversores estadounidenses que le encargaron hacer el panorama de la Batalla de Chattanooga. El Kaiser Guillermo adquirió el cuadro Shores of Oblivion y el zar ruso Märkischer Birkenwald. Junto con su colega Philipp Röth y su suegro Paul Weber, realizaban viajes de pintura durante las vacaciones semestrales. Bracht se mudó a la Kurfürstendamm,114 un piso señorial de 12 habitaciones. 
Diseñó el mural Kap Arkona para el edificio del Reichstag.
Una pasión privada de Bracht era la paleontología, que combinó con los viajes de pintura. En 1883 excavó la cueva Buchenloch cerca de Gerolstein/Eifel. Eugen Bracht se convirtió en miembro de la Sociedad Paleontológica en 1912, año de su fundación. En 1913 donó su colección de herramientas mesolíticas y neolíticas a la Universidad de Greifswald.
En la escena artística de Berlín, había una brecha cada vez mayor entre los pintores académicos tradicionales y los progresistas. Bracht solía tratar con los tradicionalistas, pero hacía mucho tiempo que se había volcado artísticamente a la pintura más moderna y recomendó a su alumno Max Uth que participara en la fundación de la Secesión. En 1892 hubo una ruptura definitiva con los tradicionalistas. Cuando el jefe y amigo de Bracht, Anton von Werner, cerró prematuramente una exposición de Edvard Munch en 1892, Bracht fue uno de los 70 artistas que protestaron. Teniendo en cuenta que la clase de Bracht era la más concurrida y sus alumnos ganaron premios en exposiciones de arte, su actitud no tuvo consecuencias profesionales por el momento. Cuando se decidió el liderazgo de la Academia en 1901, se pasó por alto a Bracht, que anteriormente había sido considerado candidato. El Kaiser Guillermo estaba molesto por el sesgo impresionista de Bracht y se jactó de que tenía "imágenes aún decentes" de él. Para convencerlo en una vuelta al viejo estilo, le encargó pintar el cuadro de historia La entrada de Federico de Hohenzollern en la Marca de Brandeburgo, que Bracht rechazó.  Finalmente, dejó Berlín en 1901 para ocupar un puesto en Dresde. Sin embargo, Bracht todavía era considerado un representante de la vanguardia berlinesa, y sus obras también formaban parte de las progresivas "Siluetas de artistas de Berlín" de 1902.

### Pintor paisajista en Dresde

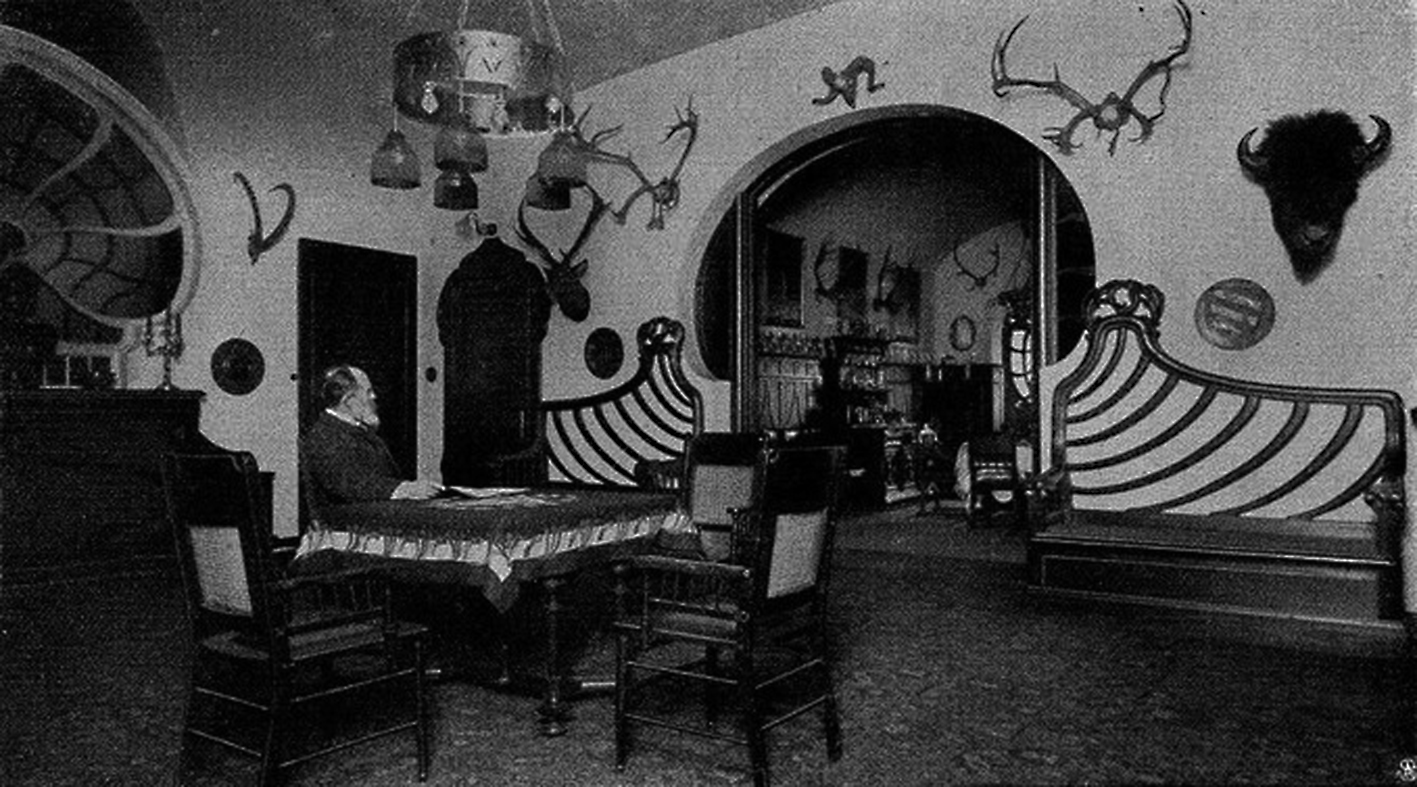
Bracht en su piso de dos plantas en Dresde, 1904

En Dresde, Bracht se hizo cargo de la gestión del estudio principal de pintura de paisajes en la Academia de Arte de Dresde en 1901/1902. Sus alumnoss de maestría incluyeron a Paul Mishel, Hans Hartig, Willy ter Hell, Franz Korwan y Artur Henne.
Lejos de la escena artística de Berlín, Bracht pudo trabajar de manera más experimental. Desde Dresde también exploró la campiña sajona y visitó otros destinos anteriores, como Sylt o Eifel. El éxito de Bracht se mantuvo intacto, fue invitado todos los años a presentar obras en las principales exposiciones de arte en el país y en el extranjero. Bracht también fue uno de los artistas contemporáneos que el "Comité de adquisición y evaluación de cuadros de Stollwerck" sugirió al productor de chocolate de Colonia Ludwig Stollwerck para encargos de obras.
En el transcurso de 1919 se retiró de la enseñanza y se jubiló en su ciudad natal adoptiva de Darmstadt, donde existían diversos contactos familiares.

### Retiro en Darmstadt

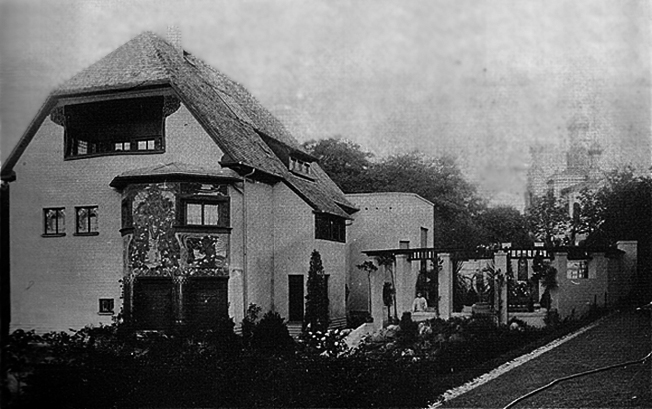
La "Villa en Rosen" en Mathildenhöhe

Bracht siempre mantuvo contactos sociales y familiares en Darmstadt, por ejemplo, fue miembro del jurado de la colonia de artistas. En 1912, la ciudad había organizado una extensa exposición de aniversario para él. El pintor Hans Christiansen vendió su casa en Mathildenhöhe a un fabricante. Bracht se puso en contacto con él y se la compró. Después de extensas renovaciones, se mudó allí en 1919 y la utilizó como estudio y casa. 
Bracht murió el día 15 de noviembre de 1921 a la edad de 79 años y fue enterrado en Darmstadt. La tumba de Eugen Bracht se encuentra en el cementerio forestal de Darmstadt (tumba: L 3b 3). Una exposición programada en 1922 pasó a llamarse exposición conmemorativa y también se vendieron obras de su casa.

### Familia
Eugen Bracht estaba casado con Maria Deurer, hija del artista de la corte Ludwig Deurer. Fue ella quien primero lo motivó a volver a la pintura. Después de que Bracht enviudara por la muerte de su esposa, se casó el 9 de junio de 1895 con "Toni" Becker, hija del ministro de Darmstadt Ernst Becker y amiga de la infancia de la princesa Alix von Hessen-Darmstadt. Un año más tarde nació su hijo Alexander Bracht (que murió en el frente occidental en 1916), seguido en 1898 por Waldemar Bracht (que murió en 1942 en la Segunda Guerra Mundial ) y en 1911 por Gerda Becker (de soltera Bracht), que vivió hasta 1981. Su sobrino Victor Theodore Bracht (1883-1962) trabajaba como empresario en Amberes, donde dirigía la empresa Bracht & Co.

## Obras

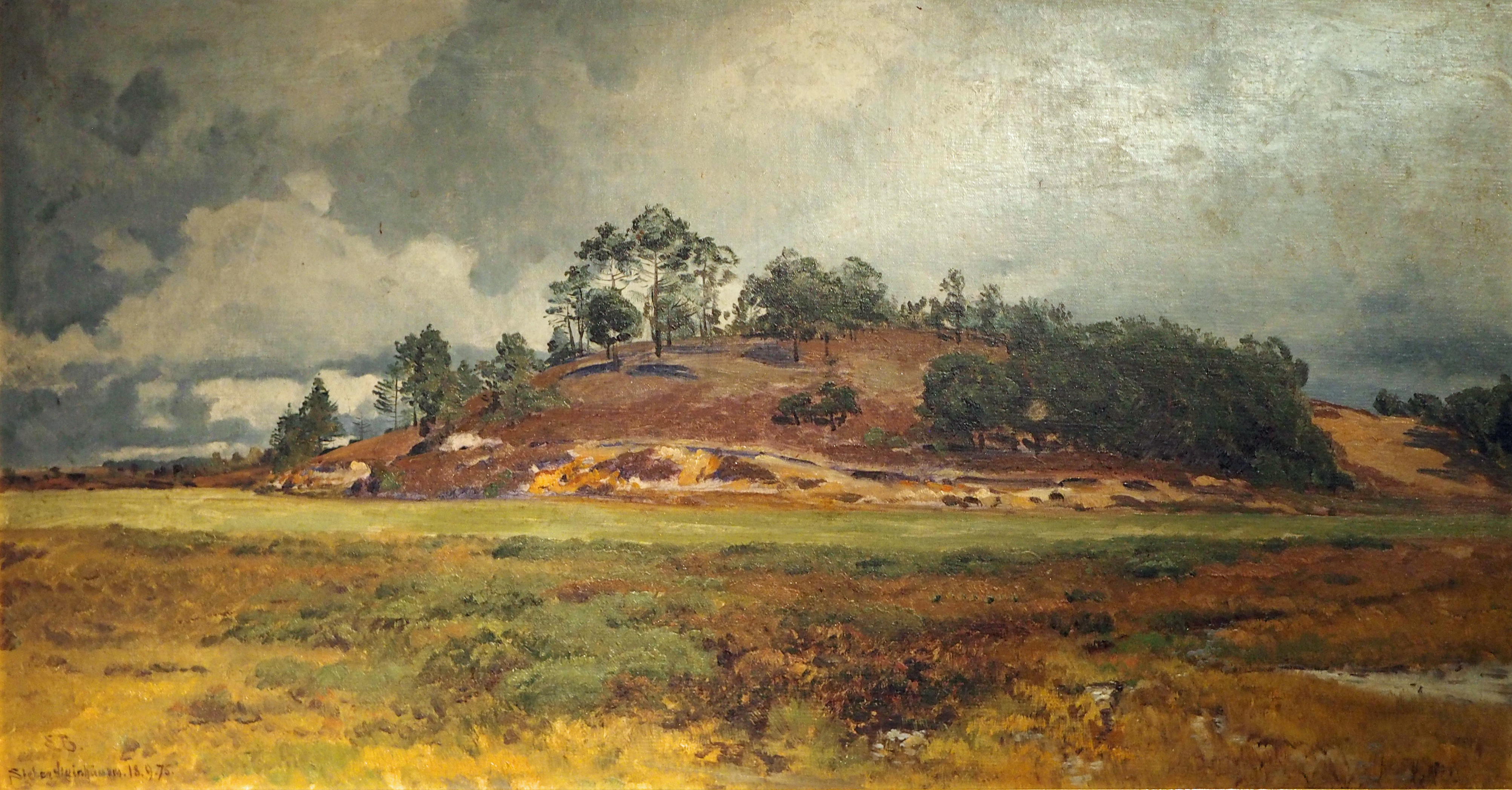
Siete casas de piedra, 1875

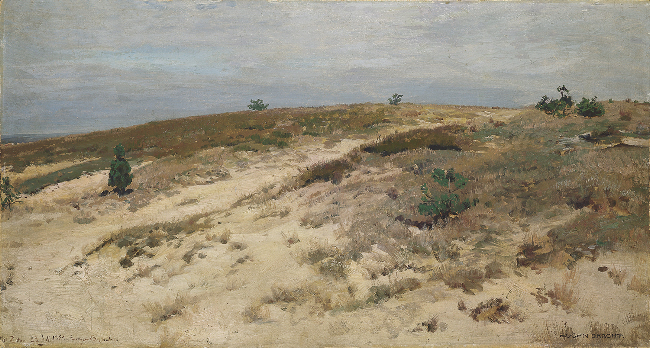
Paisaje de brezales (Neu Zittau cerca de Berlín), 1884

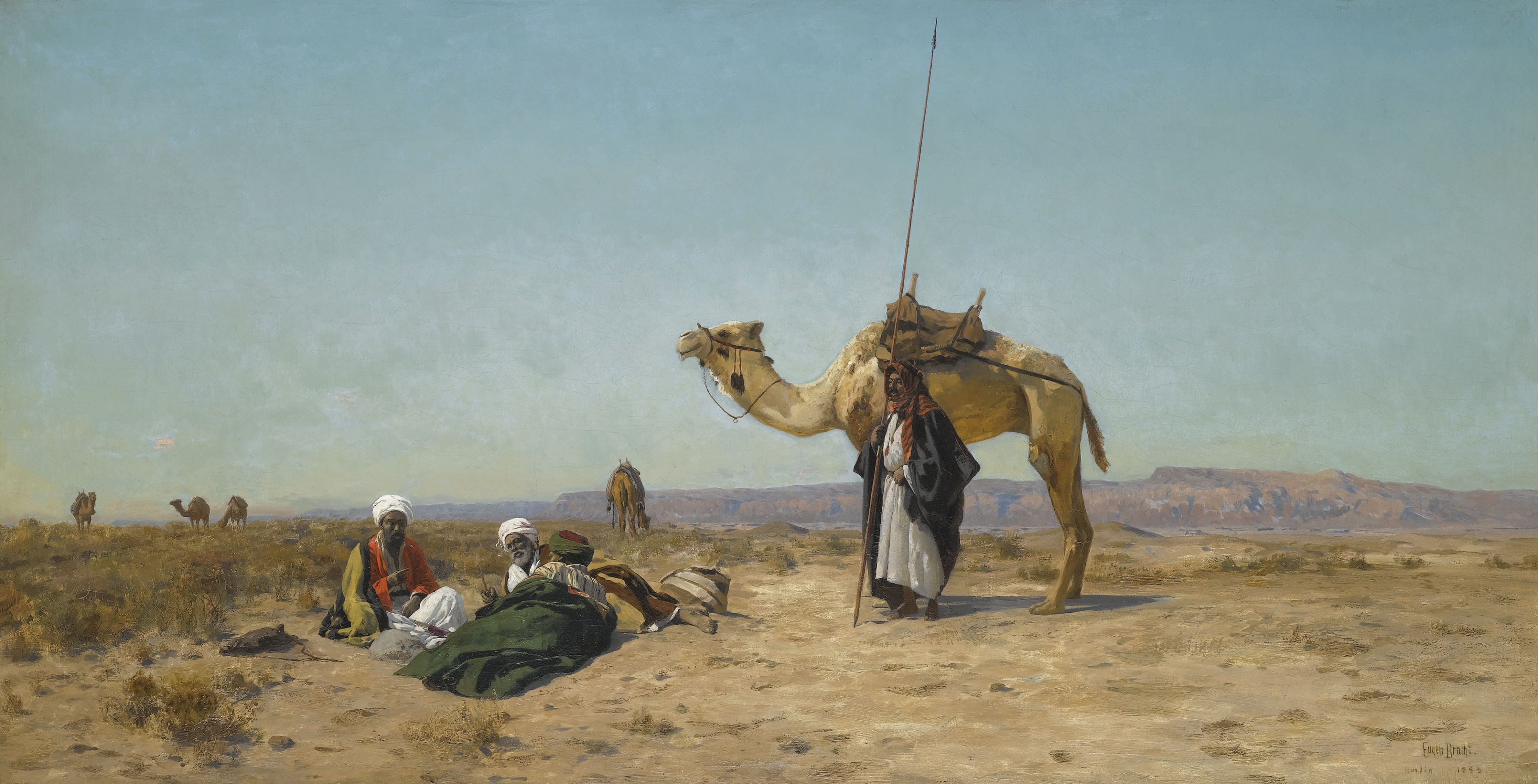
Descanso en el desierto de Siria, 1883

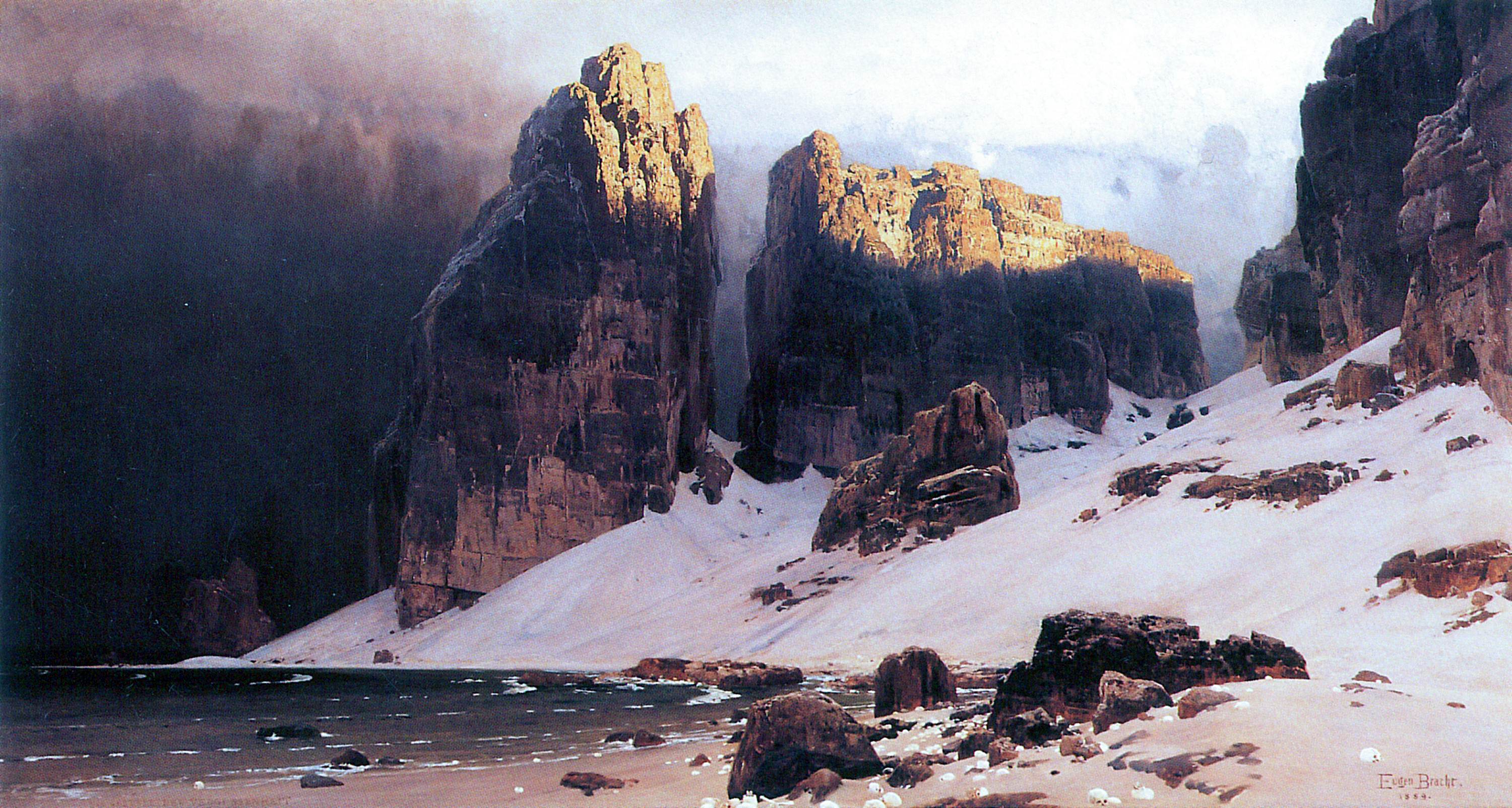
La orilla del olvido, de 1889, es una de las obras más conocidas del simbolismo.

Hasta después de sus viajes a Oriente, la obra de Bracht estuvo marcada por una visión dramatizadora de la naturaleza. En Berlín cultivó una pintura al aire libre antes que Walter Leistikow.

### Obra temprana
Las primeras obras de Bracht abarcan el período de 1859 a 1873 y fueron principalmente académicas. Bracht se ocupaba de paisajes naturales, personas y animales solo se indicaban con pinceladas. Las pinturas sobre cartón, en su mayoría de pequeño formato, fueron creadas en el estudio. Su maestro Johann Wilhelm Schirmer tuvo una gran influencia en ellas.

### Brezales
Alrededor de 1875, Bracht comenzó a representar el brezal, un tipo de paisaje que pasó desapercibido en ese momento y que solo los pintores locales habían tratado anteriormente. Viajó por Lüneburg Heath, la isla de Rügen y las Montañas de los Gigantes. Tras el éxito, Bracht también experimentó el gran formato de hasta dos metros con los paisajes de brezal. En esa época creativa, los colores pasan a un segundo plano frente a la representación naturalista y atmosférica.

### Paisajes orientales
Después de 1881 crea las primeras obras con motivos orientales, en su mayoría como cuadros de gran tamaño. A diferencia de muchos pintores orientales, Bracht no hizo uso de los clichés y fantasías de los europeos, sino que se esforzó por representar la vida cotidiana de una manera característica con valor etnológico. La luz y el color fueron los elementos determinantes. Muchos bocetos no se implementaron porque Bracht estuvo muy involucrado con grandes encargos y panoramas.

### Ciclo de alta montaña y paisajes simbólicos
A partir de 1887 surgen paisajes de montaña y paisajes de gran carga simbólica. Los fenómenos naturales y los destinos humanos jugaron un papel importante. La iluminación a veces parecía mística. La crisis personal de Bracht se reflejó en su alternancia errática entre forma y color.

### Impresionismo

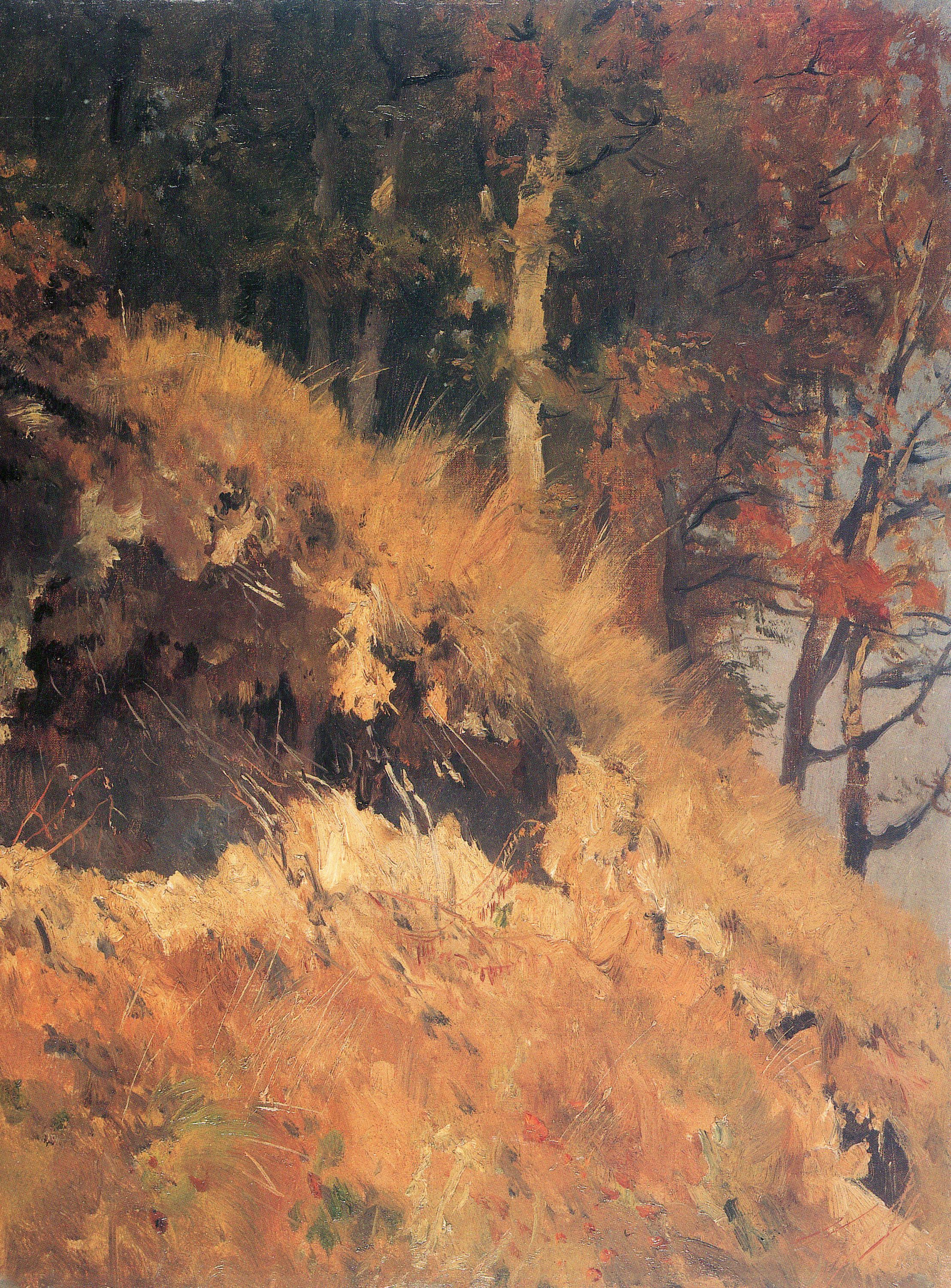
Terraplén del camino en Mühltal, 1914

Hacia 1898/1899 Bracht quiso presentar al público su fase impresionista. La Secesión de Berlín se fundó el 1 de mayo de 1898, por lo que esta orientación implicaba también una postura arte-política. Bracht escribió: "No puedo trabajar con la Secesión debido a mi puesto". Bracht expuso por primera vez la obra en Darmstadt y entre las ofertas de galerías de Berlín y nacionales se decidió por la Galerie Eduard Schulte, que celebraba el nuevo siglo con sus obras. La característica de estas obras fue la concentración en la expresión pictórica con una paleta de colores reducida y un alejamiento del tema, los contrastes claro-oscuro fueron reemplazados por contrastes cálidos-fríos. Esta fase de su obra también lo convirtió en uno de los primeros representantes del impresionismo alemán. Max Osborn escribió en 1909: "Si Max Liebermann dijo: 'Dibujar es omitir', Bracht traslada esta máxima a la pintura". Un viaje a Noruega en 1903 también coincidió con esta fase creativa, donde revivió su interés por los brezales y los páramos.

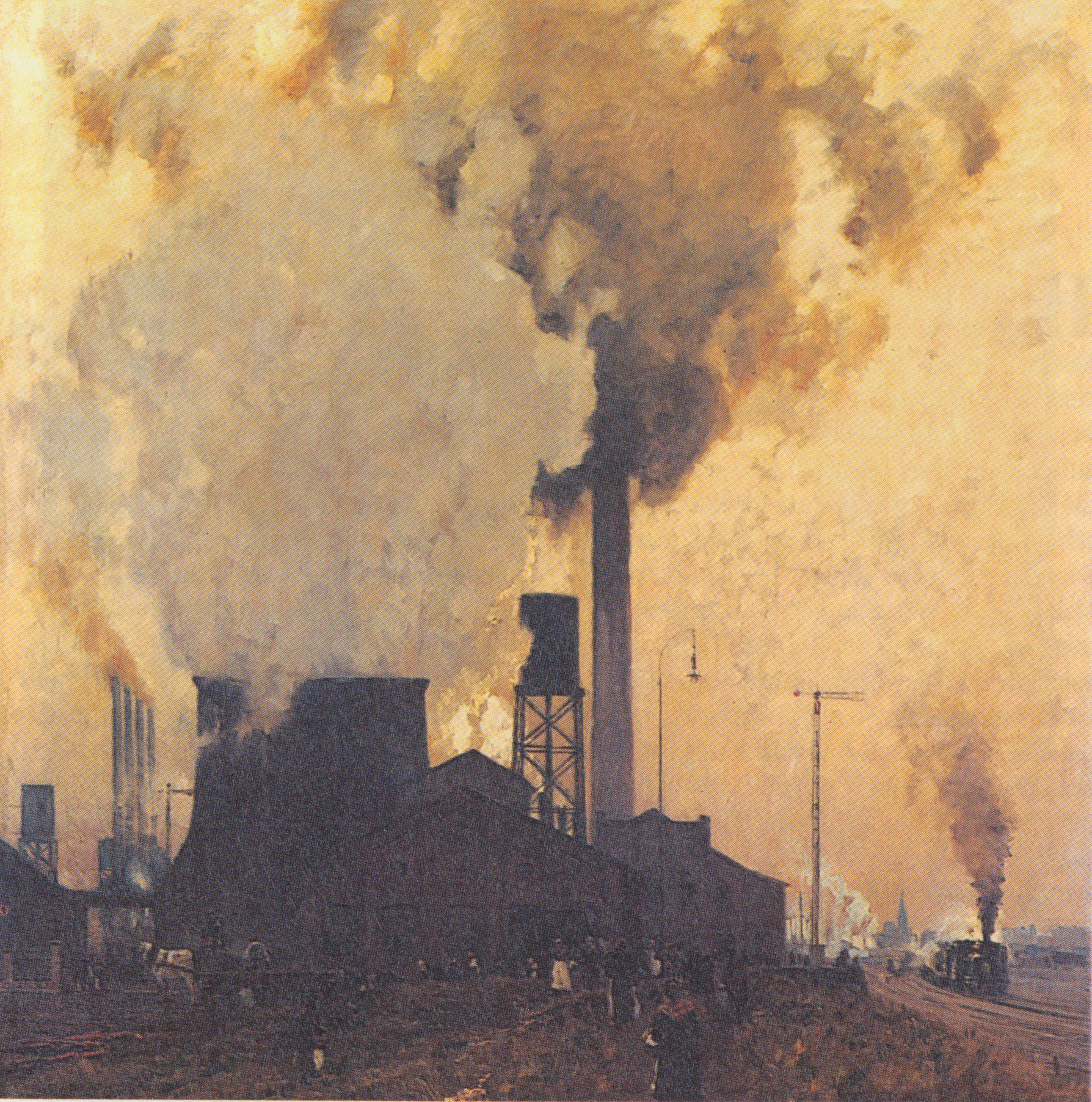
Fábrica de hierro y acero Hoesch, Dortmund 1907

### Motivos industriales
Como último tema, Bracht trabajó como pintor de paisajes industriales. Ocasionalmente había pintado fábricas antes de 1899, pero no fue hasta 1903 cuando comenzaron a tener un papel más importante. Le atraían especialmente las acerías con sus chimeneas y nubes de vapor. Lo que se ve es menos el trabajador individual como la fascinación del artista con el sistema general.

### Obras tardías
La obra tardía de 1915 se caracteriza por numerosas repeticiones y un giro hacia el gusto público con un estilo académico más estricto de pintura. Si bien Bracht aún era un pionero del impresionismo alemán, dejó la vanguardia en su última fase creativa. Medido en términos de cantidad de pinturas, este período es uno de los más extensos, ya que los experimentos y los viajes permanecieron esencialmente ausentes.

## Obras (selección)
- Dreieichenhain, Burgruine (1859), Staatliche Kunsthalle Karlsruhe
- Oberitalienische Landschaft (1864), Staatliche Kunstsammlungen Dresden
- Hünengrab in der Heide (1877)
- Am Heidehügel, Öl auf Leinwand, 100 × 179 cm, Kulturhistorisches Museum Magdeburg (vermisst)
- Küste vor Rügen (1878)
- Heidelandschaft (1879)
- Heideschäfer (1879)
- Abenddämmerung am Toten Meer, Nationalgalerie Berlin
- Der Sinai
- Das Gebirge Moab von der Jordanfurt aus (1880) Aquarell, Kupferstichkabinett Berlin
- Felslandschaft (1881), Staatliche Kunstsammlungen Dresden
- Rast in der Araba (Peträisches Arabien) (1882), Staatliche Kunsthalle Karlsruhe
- Palmen bestandene Oase (1883)
- Elias am Bache Krith (1884)
- Jericho (1884), Nationalgalerie Berlin
- Gestade der Vergessenheit (erste Fassung 1889, danach sieben weitere Fassungen)
- Battle of Chattanooga (1889), Panoramagemälde in Philadelphia
- Durch die Heide (1890), Musée de la Cour d’Or, Metz
- Lagernde Beduinen (1891), Nationalgalerie Berlin
- Huleh-See mit Fischotterjagd (1891), Staatliche Kunstsammlungen Dresden
- Klippen bei Final-Marina (1893), Kunsthalle Kiel
- Darmstädter Damen (1894), Auftragsarbeit für Alix von Hessen-Darmstadt
- Hannibals Grab (1900), eine Version in der Museumslandschaft Hessen Kassel,[15] eine weitere ehemals im Besitz der Familie Georg von Siemens.[16] Das Motiv wurde insgesamt 18 Mal gemalt.[17] Nach dem Gemälde wurde eine Gruppe von Findlingssteinen in der Lüneburger Heide benannt.[18]
- Das Bruch (Az ingovány), Szépművészeti Múzeum, Budapest
- Der Schilfteich (1901), Mittelrhein-Museum, Koblenz
- Wenn der silberne Mond (1901), Kunstsammlungen Zwickau
- Regenschauer im norwegischen Hochmoor (1903)
- Norwegische Landschaft, Große Kunstausstellung Dresden 1904[19]
- Nachtschicht, Hösch-Stahlwerk in Dortmund (1906), Öl auf Leinwand, 137 × 136 cm, Kulturhistorisches Museum Magdeburg (vermisst)
- Hermannshütte in Hörde (1907), 2011 in Arbeitswelten des Hessischen Landesmuseums Darmstadt gezeigt
- Winterabend (1907), Staatliche Kunstsammlungen Dresden
- Ruine Manderscheid in der Eifel, (1908), 1970 in der Kunsthalle Darmstadt gezeigt
- Die Henrichshütte bei Hattingen am Abend, (1912) Westfälisches Landesmuseum Münster
- Hering im Odenwald, Burg Otzberg, (1912), als Postkarte: „Zum 70. Geburtstag Eugen Bracht’s. In Auftrag gegeben von Ihrer Königlichen Hoheit der Großherzogin von Hessen 1912“
- Der Morgenstern in der Neujahrsnacht (1899), Morning Star (1912), Memorial Art Gallery Rochester, USA
- Wegböschung im Mühltal, (1914), Hessisches Landesmuseum Darmstadt
- Schloß Reinsberg von der Wiese aus (1915), Nationalgalerie Berlin
- Waldbach (1915), Staatliche Kunstsammlungen Dresden
- Am Seeufer (1916), Staatliche Kunstsammlungen Dresden
- Oberhessische Landschaft (1916), Staatliche Kunstsammlungen Dresden
- Schneeschmelze, Nationalgalerie Berlin
- Waldtal am Abend (1915), Öl auf Leinwand, 86 × 97 cm, Städtische Sammlungen für Geschichte und Kultur Görlitz (vermisst)
- Felswand (1916), Öl auf Leinwand, 65 × 58 cm, Bayerische Staatsgemäldesammlungen München (vermisst)
- Loisachbett (1916), Städtische Kunstsammlung Chemnitz

## Recepción artística
Las principales obras de Bracht se reprodujeron como impresiones en cartón y, elaboradamente enmarcadas, se abrieron camino en numerosas salas de estar de la clase media a finales del período imperial. Los alumnos de Bracht pintaron al estilo del maestro y ofrecieron estas obras (en parte sin firmar) a la venta. Bracht no solo toleraba esta práctica, sino que también pintaba a menudo junto con los alumnos. Se elegía un tema común y cada uno pintaba en su lienzo. Estas pinturas se conocen como de la "Escuela de Eugen Bracht". 
Algunos colegas de Bracht le dedicaron obras. Por ejemplo, Friedrich Wilhelm Hörnlein creó una "Medalla Eugen Bracht" en 1912, dos de las cuales se encuentran en las Colecciones de Arte del Estado de Dresde, otro artista creó un busto en 1938. Los fotógrafos de la corte Schulz & Suck de Karlsruhe, así como Hermann Boll y Nicola Perscheid fueron fotógrafos activos que retrataron a Bracht.

## Premios
- 1912: Medalla de Oro al Mérito de las Artes y las Ciencias del Gran Ducado de Hesse[23]

A la vista de su antigua casa en Mathildenhöhe en Darmstadt está la Eugen-Bracht Weg, hay otras carreteras o caminos dedicados a Bracht en Dresde, Geisenheim, Bispingen, Pantenburg, Schwielowsee.

## Exposiciones

### Exposiciones comunitarias (selección)
Bracht estuvo representado varias veces durante su vida en la Bienal de Venecia, la Gran Exposición de Arte de Berlín, la Exposición de Arte Alemán, las Exposiciones Mundiales.
- 1906: Exposición colectiva Eugen Bracht, August von Brandis, Albert Gartmann, Konrad Lessing y Hans Licht, Berlín
- 1907: Exposición de pinturas alemanas contemporáneas Museo de Arte de Indianápolis (IMA), Indianápolis
- 1916: La Asociación de Arte de Dresde en Hamburgo, Hamburgo
- 2002: Oriente en papel: de Louis-Francois Cassas a Eugen Bracht, Museo Estatal de Hesse
- 2005: De la belleza de lo discreto/Eugen Bracht y la Märkische Künstlerbund, Galerie Barthelmess & Wischnewski Berlin

### Exposiciones individuales (selección)
- 1900: exposición especial de Eugen Bracht en la Gran Exposición de Arte de Berlín en Berlín
- 1908: Eugen Bracht en Dresde, Kunstverein Leipzig 1908
- 1912: Exposición jubilar Eugen Bracht Mathildenhöhe Darmstadt
- 1912: Exposición de Eugen Bracht para los años 70. Cumpleaños de la Asociación de Arte Sajón de Dresde
- 1970: Eugen Bracht Kunsthalle Darmstadt
- 1992: Eugen Bracht - paisajista en el Imperio Wilhelmine Mathildenhöhe Darmstadt
- 2005: Eugen Bracht (1842–1921) Museo Giersch de Fráncfort
- 2006: Eugen Bracht - La pintura de paisaje como experiencia de la naturaleza Museo Estatal de Baja Sajonia
- 2016: Eugen Bracht (1842–1921) Parque estatal Fürstenlager, Bensheim-Auerbach

## Alumnos
- Otto Altenkirch  (1875–1945)
- Heinrich Basedow der Ältere  (1865–1930)
- Elisabeth, Prinzessin zu Bentheim (1886–1959)
- Ernst Berger (1882–1970)
- Oskar Frenzel (1855–1915)
- Kurt Haase-Jastrow (1885–1958)
- Georg Hänel  (1879–1935)
- Marie Hager (1872–1947)
- Heinrich Harder (1858–1935)
- Hans Hartig  (1873–1936)
- Elise Hedinger (1854–1923)
- Willy ter Hell  (1883–1947)
- Hermann Hendrich (1854–1931)
- Ernst Kolbe  (1876–1945)
- Franz Korwan (1865–1942)
- Hans Licht  (1876–1935)
- Bruno Marquardt (1878–1916)
- Otto Modersohn  (1865–1943)
- Karl Oenike (1862–1924)
- Julius Preller (1834–1914)
- Carl Cowen Schirm (1852–1928)
- Gustav-Adolf Schreiber  (1889–1958)
- Max Uth  (1863–1914)
- Paul Vorgang (1860–1927)
- Jakob Weinheimer (1878–1962)